# Charles Bapst
Charles Bapst, francoski general, * 11. november 1890, † 1. januar 1979.